# جيميما ويست
جيميما ويست (بالفرنسية: Jemima West)‏ (11 أغسطس 1987)، هي ممثلة فرنسية بريطانية قضت أغلب حياتها في باريس، فرنسا. اشتهرت عن أداءها دور إيزابيل لايتوود في الفيلم المقتبس الأدوات المميتة: مدينة العظام، ودور أليس ويلان في المسلسل الدرامي البريطاني الصيف الهندي. كما شاركت في الموسم الثاني من مسلسل البورجياس بدور فيتوريا.

## النشأة
والدا كيميما إنجليزيون. والدها يعمل كمحاسب ووالدتها سيدة أعمال. عندما بلغت ال5 من عمرها، انتقل والديها إلى باريس. ودخلت إلى جامعة باريس السوربون حيث تخرجت في تاريخ الفن وفي نفس الوقت كانت تأخد دروسا في التمثيل في المساء. تستطيع التكلم باللغتين الفرنسية والإنجليزية.

## المشوار
بدأت حياتها المهنية كممثلة في سن ال12، حيث ظهرت في فيلم جان دارك سنة 1999 من إخراج لوك بيسون. شاركت بعدها في الفيلم القصير أنا ممثلة، وفي الموسم الثالث من المسلسل الكندي 15/الحب.
أصبحت جيميما بعدها نجمة في التلفزيون الفرنسي بعد أن مثلت في عدة أعمال مثل جوسيفين، الحارس الملاك ، ثم تقاسمت دور البطولة مع فلورينس فوريستي في فيلم الملك جيلوم.
سنة 2009، أدت دور البطولة في فيلم جريمة الجنة، وهو عبارة عن جزئين من سلسلة الغموض القصيرة بعنوان من قتل ذات الرداء الأحمر في دور لويسا.
سنة 2010 شاركت جيميما في المسلسل الفرنسي المنزل مغلق  بدور روز، جنبا إلى جنب مع آن شاريي وفاليري كارسينتي.
في أغسطس 2013، أدت جيميما دور إيزابيل لايتوود في فيلم الأدوات المميتة: مدينة العظام، وهو مقتبس عن كتاب الأدوات المميتة الذي يعتبر الكتاب الأكثر مبيعا في نيويورك تايمز، من تأليف كاسندرا كلير. شاركها في التمثيل كل من ليلى كولينز، جيمي كامبل باور وروبرت شيهان.

## فيلموغرافيا

### الأفلام
| السنة | الإسم                                 | الإسم الأصلي                                        |
| ----- | ------------------------------------- | --------------------------------------------------- |
| 1999  | جان دارك                              | Jeanne d'Arc                                        |
| 2004  | أنا ممثلة                             | I'm an Actrice                                      |
| 2009  | الملك جيلوم                           | King Guillaume                                      |
| 2009  | جريمة الجنة: من قتل ذات الرداء الأحمر | Paradis Criminel: Who Killed Little Red Riding Hood |
| 2011  | الموت المحبوبة                        | La Morte Amoureuse                                  |
| 2011  | أنا مثل يسوع                          | JC comme Jésus Christ                               |
| 2012  | خطوط ويلينغتون                        | Linhas de Wellington                                |
| 2012  | ووالدك ...                            | Et ton père…!                                       |
| 2013  | الأدوات المميتة: مدينة العظام         | The Mortal Instruments: City of Bones               |
| 2014  | العواطف الموحدة                       | United Passions                                     |
| 2015  | اختطاف فريدي هينيكين                  | Kidnapping Freddy Heineken                          |

### التلفزيون
| السنة       | الإسم                 | الإسم الأصلي               |
| ----------- | --------------------- | -------------------------- |
| 2006        | 15/الحب               | 15/Love                    |
| 2007        | R.I.S الشرطة العلمية  | R.I.S. Police scientifique |
| 2008        | شركة الجليد           | La Compagnie des Glaces    |
| 2008        | بين وتوماس            | Ben et Thomas              |
| 2009        | جوسيفين الحارس الملاك | Joséphine, ange gardien    |
| 2009        | التخييم في الجنة      | Camping Paradis            |
| 2010        | غدا سأتزوج            | Demain je me marie         |
| 2010–13     | المنزل المغلق         | Maison Close               |
| 2012        | البورجياس             | The Borgias                |
| 2015 - 2016 | الصيف الهندي          | Indian Summers             |
| 2016        | الساعي                | Endeavour                  |